# あいぜっちゅー
あいぜっちゅーは日本のダンスボーカルユニット。2014年結成。
ほぼ オールセルフプロデュースユニットと銘打っている。ユニット名の由来は「I zest you」であり、ZESTは、熱意、スパイスを加えるなどの意味がある。
プロデューサーは松谷芳比呂。
オリジナル曲が約20曲以上あり、ライブは通常それらのみで行う。ライブ中の写真、動画撮影、およびそれらを動画サイトやSNSなどでアップロードすることを可としている。

## メンバー
- 花岡実青（はなおか みお）

活動期間:2014〜2023年7月31日
- 石井咲雅（いしい みやび）

活動期間:2014〜2023年1月6日
旧メンバー
・こうめ　　活動期間：2014〜2018年8月
・きょうか　活動期間：2014〜2019年12月
・まりか　　活動期間：2014〜2019年12月
・谷川夏葵　活動期間2020.6月〜2020.7月
・柊木七海　活動期間2020.4月〜2020.7月

## 略歴
静岡県浜松市で開催された浜名湖花博2014における伊豆市PR企画にて、公募により集まった10人の男女から成るユニット「あいぜっちゅー」が誕生した。当初はボランティアユニットとして伊豆市のPR活動に従事していた。その後メンバー変更を繰り返し、最高人数は15人にまでなったが、2016年4月より5人体制になる。以降は、ボランティアではなくプロのダンスボーカルユニットとして活動していくこととなる。2018年9月より4人体制となり、よりプロフェッショナルな活動を目指す。
2016年5月3日、横浜市伊勢佐木町クロスストリートにて県外初ライブを行なう。
2016年11月、伊豆市修善寺（柏久保）に専用劇場「いずてれカフェ」がオープン。以降、毎週日曜日の夕方から「ニコニコ生放送」にて、企画やライブのインターネット配信を開始する。なお、配信の様子は現地で直接視聴もできた。（2017年4月から、動画配信アプリ「SHOWROOM」での配信に変更している）
2017年8月27日、「いずてれカフェ」にて初のあいぜっちゅー主催ワンマンライブ「きんぎょのしっぽ in Summer 2017」（以下「きんぎょのしっぽ」と表記する）が行なわれた。
2017年10月28日、初の写真集「はじめての写真集　あいぜっちゅー　～2017年 夏 オフショット集～」を限定30冊で販売開始
2017年11月26日、「いずてれカフェ」が移転と新規オープン準備のため、一時休業となる。以降、伊豆市にある飲食店「中伊豆の時間」の敷地内に事務所を移転し、定期的にShowroom配信やライブイベントを行なっている。
2018年3月24日、伊豆市市民文化ホールにて、主催ワンマンライブ「きんぎょのしっぽ Vol.2」（以下「きんぎょのしっぽ2」と表記する）が行なわれた。ホールでのワンマンライブは初となる。約半年ぶりにメンバー5人が揃い、新衣装（後述）と各メンバーソロ曲含め新曲7曲が発表された。また、この日からオリジナルTシャツの販売も開始している。
2018年8月25日、三島市の情報発信施設 Via701 ホールにて、「きんぎょのしっぽ特別版～こうめ卒業ライブ～」が行われる。この日をもって最年少メンバーだったこうめは卒業。9月1日よりあいぜっちゅーは4人体制となる。
2019年12月30日、横浜セブンスアヴェニューでのライブを持って、きょうか、まりかは卒業し、あいぜっちゅーは無期限の「ライブ活動休止」に入る。ライブ以外の、SNSや動画配信などのネット活動、及びラジオのレギュラー番組の放送は継続している。
2020年4月、新メンバー加入の発表がSNSを通じて報じられたが、新型コロナウィルスの感染拡大防止によるイベント自粛の影響を受け、未だ新体制でのデビューライブは行われていない。
2020年7月、メンバー諸事情により新メンバー2人が脱退。現在は初期メンバーの2人でラジオ出演を中心に活動している。

## 楽曲
プロデューサー松谷による楽曲の他に、ニコニコ動画などで活動するクリエイター（ボカロP）からの提供曲も多い。
ダンスの振り付けはすべてメンバーによるものである。また、伊豆をPRする要素が盛り込まれた内容の歌詞の曲が多い。
- 4つの花

作詞 作曲：ヤスロヲ　編曲：Shinnichi Konnno　
あいぜっちゅーが結成されて初めてステージで歌った楽曲。2004年に修善寺、天城、中伊豆、土肥の４つの地域が合併し伊豆市が誕生したことをふまえ、それぞれの地域を「4つの花」にたとえている。
- あなたとともに

作詞：一般公募　作曲：松谷芳比呂(persur)
伊豆市10周年記念ソングとして歌詞を一般公募し、プロデューサーである松谷芳比呂(persur)が作曲した。2016年の伊豆市長選挙において、伊豆市が制作した投票を呼び掛けるPR動画内で使用された。
- We Are IZU

作詞 作曲：松谷 芳比呂(persur)　編曲：Sinichi Konno
活動初期はライブの最初を飾る事が多かった、伊豆市の紹介ソングであり彼女たちの名刺代わり的な曲。
中伊豆のわさび、天城トンネル、土肥の恋人岬、修善寺の竹林の小径など伊豆市の名所・名物を歌詞に織り込み、伊豆市をPRしている。
間奏にはラップ部分があり、ラップ担当のきょうか以外のメンバーがジャンプするシーンがあり、あいぜっちゅーライブの名物ともなっている。
- 戦え！ ゴールドクラッシュ

作詞：にへどん 作曲 編曲：かにみそP
伊豆市の土肥金山とのコラボ企画として制作、提供された。ボーカロイドによる楽曲。土肥金山にて発売された純金箔入りかき氷と同時に発表されている。歌詞の内容は伊豆市の平和を守るヒーローが悪の軍団と戦うというものである。アップテンポで、アンコールで歌われることも多い。
- 明日も天気になあれ

作詞：にへどん　 作曲 編曲：Junky
園内のロムニー鉄道やバラ園の描写が出てくる。
歌詞に出てくる「トントンメ」は、アントクメというワカメより大きな海草を包丁で叩いた伊豆地方の料理である。
- なるようになるさ

作詞：にへどん　作曲 編曲：猫虫
タイトルは「悩んでも未来はまだまだ先だし、過去はもう変えられない。悩みは先送りにしてまずは伊豆をドライブしてみよう、緑の山の向こうにある何かを探して。なるようになるさ」（要約）という同曲の歌詞から。
- ストロベリー・サンセット

作詞 作曲　編曲：にへどん　
西伊豆の海岸に沈む夕陽がストロベリーのように真っ赤に染まる光景をメージして作られた。ボーカロイドによる楽曲。歌詞の中に出てくる「白いホテル」とは、静岡県賀茂郡西伊豆町に実在する「西伊豆クリスタルビューホテル」がモデルである。
- 悠久

作詞 作曲：松谷 芳比呂(persur)　編曲：Sinichi Konno
- わさびソースのナポリタン

作詞：にへどん　作曲：BETTI
- Forever

作詞 作曲：松谷 芳比呂(persur)　編曲：Sinichi Konno
「きんぎょのしっぽ」にて初披露された「新曲御三家」のひとつ。これまでのあいぜっちゅーのイメージを覆すかのような、メタル色の濃い仕上がりとなっている。
- Go To Dream

作詞 作曲：松谷 芳比呂(persur)　編曲：Sinichi Konno
「きんぎょのしっぽ」にて初披露された「新曲御三家」のひとつ。もともと、ラジオ日本放送での全国高校野球選手権（夏の甲子園大会）神奈川大会の中継テーマ曲、および「甲子園をめざして」のテーマ曲として作られた曲をあいぜっちゅーがセルフカバーした。EDM（エレクトロニック・ダンス・ミュージック）風にアレンジが加えられている。
- With You

作詞：あいぜっちゅー 作曲・編曲：ひこ　
「きんぎょのしっぽ」にて初披露された「新曲御三家」のひとつ。初のメンバー自身が作詞を手掛けた曲。2017年5月に披露された新衣装（セーラー服）は、この曲をイメージしたものであると説明されている。
- Sweet Little Wings

作詞 作曲：またきちP
「きんぎょのしっぽ2」にて初披露された新曲7曲のひとつ。
- あおぞら

作詞：あいぜっちゅー　作曲：松谷 芳比呂(persur)　編曲：Sinichi Konno　　
「きんぎょのしっぽ2」にて初披露された新曲7曲のひとつ。
- アーモンドミルクココア

作詞：あいぜっちゅー　作曲：まりか　編曲 : Sinichi Konno
まりかの初作品にメンバーが歌詞を付け加え完成した。１番はみやび。２番３番はまりか。4番はきょうか。2019年3月30日発表。
- ハイテンション

作詞 作曲:松谷 芳比呂(persur)  編曲 : Sinichi Konno
旧メンバーこうめのソロ曲をリメイク。
- ZEST

作詞作曲：きょうか　編曲：Sinichi Konno
- 君の好きな夜空が見えた

作詞作曲：まりか　編曲：Sinichi Konno
- 夢の愛

作詞作曲：momoka　編曲：Sinichi Konno
- 夏物語

作詞作曲：松谷芳比呂(persur)　編曲：Sinichi Konno
- 常夜の国

作詞作曲：松谷芳比呂(persur)　編曲：Sinichi Konno
- 夕陽に照らされて

作詞作曲：松谷芳比呂(persur)　編曲：Sinichi Konno
- アベリア

作詞作曲：松谷芳比呂(persur)　編曲：Sinichi Konno
- 姫金魚草（リナリア）

作詞作曲：松谷芳比呂(persur)　編曲：Sinichi Konno
- ハイテンション

作詞作曲：松谷芳比呂(persur)   編曲：Sinichi Konno
- ガードレールに乗っかって

作詞作曲：花岡実青
ラジオ出演
- エフエムみしま・かんなみ レギュラー番組「あいぜっちゅーの伊豆っていいよね」（第1、3、5 火曜日19時 - ）